# زنان در ایران صفوی

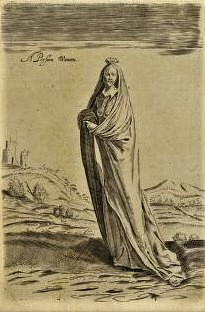
زنی در امپراتوری صفوی در سال ۱۶۲۸م

زنان در ایران صفوی (۱۵۰۱–۱۷۳۶) به موقعیت و جایگاه زنان در جامعه و فرهنگ صفوی در ایران صفوی اشاره دارد. زنان در امپراتوری صفوی بسته به موقعیت اجتماعی خود از حقوق و آزادی‌های گسترده‌ای برخوردار بودند. زنان طبقات بالا به تحصیل دسترسی داشتند و هم از نظر سیاسی و هم به‌طور عمومی در امپراتوری فعال بودند. زنان در طبقات دیگر آزادی‌هایی مانند امکان سفر، حتی بدون همسر، و مدیریت امور اقتصادی خانواده خود را تجربه کردند. همه زنان در عرصه عمومی قابل مشاهده بودند. اما پس از مرگ شاه عباس یکم در سال ۱۶۲۹، آزادی زنان رو به افول گذاشت و زنان از انظار عمومی ناپدید شدند. در دوران حکومت شاه عباس دوم، زنان با محدودیت‌هایی مواجه شدند. این دوره به عنوان یکی از سخت‌ترین دوران برای زنان در شاهنشاهی صفوی تلقی می‌شد و زنان به مجموعه‌ای از نقش‌های جنسیتی بر اساس هنجارهای سختگیرانه جنسیتی ایرانی محدود شدند.

## پوشش زنان
شاردن درباره پوشاک زنان در این دوره می‏نویسد: پوشاک ایرانی قد و قامت را بلندتر از لباس‏های ما اروپاییان نمودار می‏سازد و ارزان تمام می‏شود. با وجود این، کشوری‏ وجود ندارد که در آن به قدر این سرزمین شکوه و تجمل ملبوسات، اعم از مردان یا زنان، بیشتر و زیادتر باشد. لباس زنان از بسیاری جهات همانند پوشاک مردان است. پیراهن را که قمیص می‏خوانند و کلمه شمیز از آن آمده است، از جلو تا ناف باز است. بالاپوش‏های بانوان باریک است و یک شصت پهنا دارد. بانوان و نیز مردان ایرانی‏ دستکش بر دست نمی‏کنند. دستکش در مشرق زمین مفهومی ندارد. تنبان همان‏طور تا به‏ قوزک پا می‏رسد،ولی ساق‏ها بلندتر و تنگ‏تر و ضخیم‏تر است. چون بانوان هرگز جوراب به پای خویش نمی‏کنند. زنان با نیم‏چکمه‏ای پای خود را می‏پوشانند که تا چهار انگشت بالاتر از قوزک می‏رسد و آن یا کاردستی است یا اینکه از منسوجات‏ بسیار گران‏بها تهیه می‏گردد (شاردن،۱۳۳:۲۲۲).
تاورنیه نیز در این خصوص می‏نویسد: زنان ایرانی لباس‏های خیلی جذاب‏ می‏پوشند. لباس‏های زنان ایرانی از بالاتنه و پایین‏تنه مجزا نیست، روی هم و یکسره‏ است و با لباس مردان تفاوتی ندارد. از جلو باز و از ماهیچه پا به پایین تجاوز نمی‏کند. کمرشان را تنگ نمی‏بندند. آستینشان به دست و بازو چسبیده، تا پشت دست می‏رسد. بلندی شلوار زنان همچون مردان تا پاشنه پا می‏رسد. کفش زنان ایرانی با کفش مردانه‏ فرقی ندارد و رنگ آن خصوصا سبز و قرمز و زرد یا بنفش است (تاورنیه، ۱۳۶۱:۶۲۴).
دلاواله در سفرنامه‏اش آورده است که لباس زنان ساده است، منتهی از پارچه‏های‏ قیمتی ابریشمی با تار و پود طلایی بافته شده است و دارای نقش‏های زیبایی است. پارچه‏ای به نام زربفت یا میلک در کاشان بافته می‏شود که در تار و پود این پارچه طلا یا نقره و گاهی نیز هردو به کار رفته است. این پارچه‏ها منحصرا از طرف زنان مصرف‏ می‏شود، زیرا مردان فقط از قماش نخی لباس دارند که رنگ مخصوص براقی دارد. پیراهن‏ زنان ایرانی تنگ‏تر از ترکان است و به نظر من قشنگی آن را ندارد. زنان جوراب مخمل‏ یا زربفت و به‏طور کلی، هرچه مطابق سلیقه آنان باشد می‏پوشند (دلاواله، ۱۳۷۰:۱۴۷).
ژرژ مانواریک نیز در مورد البسه ایرانیان می‏نویسد: خیلی تنگ و خوش طراز است و زنان هم مانند مردان شلوار و جوراب‏های مخمل گلی می‏پوشند (شرلی، ۱۳۶۲:۸۷).
در مقابل این توضیحات مثبت سیاحان، دن گارسیا نظر دیگری دارد. او هنگام‏ بازدید از تخت‏جمشید می‏نویسد: امر شگفت و جالب، توجه آنکه در این بنای عظیم و ترکیب جالب که آن همه تصاویر از مردان وجود داشت، حتی یک زن به چشم‏ نمی‏خورد تا از روی آن بتوان درباره لباس زنان آن‏دوره قضاوت کرد. اگرچه با مشاهده‏ لباس‏های مردان که در نظافت و آراستگی و وقار و شکوه کم‏نظیر بود،می‏توان حدس زد که لباس زنان نه تنها دست کمی از مردان نداشته، بلکه نجیبانه‏تر و آراسته‏تر نیز بوده است. در این مورد فصل پانزدهم تو رات موید سخن ماست. اگرچه پوشش زنان‏ مشرق زمین در قرون اخیر بسیار بد و نامطبوع است (دن گارسیا، ۱۳۶۳:۱۸۷).
تاورنیه در مورد جنس و تزئینات پارچه‏های ایرانی می‏نویسد: دسته‏ای نیز هستند که کارشان منحصر به این است که از طلا و نقره با چسب صمغ روی تافته،گل و بوته‏ بسازند و زن‏ها این تافته‏ها را به مصرف پیراهن و زیرشلواری می‏رسانند و به قدری این‏ پارچه‏ها در ایران زیاده شده است که دیگر اعتنایی به پارچه‏های هندی ندارند...روی تافته‏ سیاه هیچ گل و بوته به کار نمی‏برند، زیرا رسم است که زنان در ایام قاعده تافته سیاه‏ بپوشند و این‏روش به‏طوری رسمیت پیدا کرده است که اگر مطربی بیاورند و رقاص‏ تافته سیاه پوشیده باشد چیزی نمی‏گویند تا به میل خود برقصد، اما هیچ‏کس نزدیک او نمی‏رود، بلکه هنگام صرف غذا هم آن رقاص باید تنها غذا بخورد (تاورنیه، ۱۳۶۱:۵۹۹).
در مورد لباس‏های قیمتی با تار و پود طلا، رستم التواریخ خبر جالبی آورده است. ابوالفتح خان بیگلر بیگی اصفهان خجالت می‏کشید از رعیت خلاف حساب چیزی‏ بگیرد. ناچار از متمولین شهر و بلوکات قرض خواست، ندادند. آن عالی جاه به‏ ملایمت و مداهنه فرمود که اگر امداد و اعانت به ما نکنید و ما از علیمردان خان‏ شکست بیابیم و آن‏دون ستم‏پیشه با ۵۰هزار صحرانشین داخل شوند، به جور و تعدی و شلتاق و تاراج، شما را مستاصل خواهند کرد... در جوابش عرض‏ نمودند...که نداریم. بعد فرمود، زبل خانه ملوک صفویه را بر آتش سوختند، یعنی‏ جامه‏های زربفت کهنه مستعمل مردانه و زنانه که در انبار جمع شده بود بیرون آوردند و بسوختند و مفتول طلا و نقره آنها را حاصل نمودند و به ضرابخانه بردند و درهم، دینار و مسکوک نمودند، از آن ۲۵هزار نفر قشون آراسته نمودند. (آصف، ۱۳۵۷:۲۴۷)
اگرچه عاقبت این جنگ به کار این بخش نمی‏آید ولی خالی از تنبه نیست. بعد از دستیابی علیمردان خان به اصفهان، زنان و دختران ماهروی حور طلعت در مسجدها و امامزاده‏ها و بقعه‏ها پناه بردند. (آصف، ۱۳۵۷:۲۴۹).
دلاواله راجع به روسری زنان در دوره شاه عباس می‏نویسد: روسری زنان شبیه پارچه‌ای‏ است که زنان بغداد هم به کار می‏بردند... رنگ روسری‏ها متفاوت است و دنباله آن از عقب تا روی زمین ادامه پیدا می‏کند....چند رشته مروارید، به طول چهار انگشت به بند پیشانی آنان‏ آویزان است که با حرکت سر به اطراف حرکت می‏کند و به علاوه دو رشته موی بلند نیز از طرفین صورتشان پایین ریخته و چهره آنان را در بر می‏گیرد (دلاواله، ۱۳۷۰:۱۴۷).
در مورد لباس زنان در بیرون خانه، دلاواله می‏نویسد: زنان موقعی که بیرون‏ می‏روند تمام بدن و چهره خود را به نحوی که در سوریه مرسوم است، با پارچه‏ سفیدی می‏پوشانند (دلاواله، ۱۳۷۰: ۱۴۶).
فیگوئروا می‏نویسد: زنان...شلوار و بالا پوشی مشابه مردان می‏پوشند. کفش‏های‏ مرد و زن چرمی و به رنگ‏های مختلف است با کف بسیار سخت و سفت و رویه‏های‏ کوتاه، به‏طوری که همچون سرپایی داخل منزل، پوشیدن و درآوردن آنها بسیار آسان است. میخ‏های ریز بسیاری به تخت آنها زده شده است. زنان از سر تا پای خود را با لباسی گشاد از پارچه‏های سفید رنگ می‏پوشانند و چنان در آن فرو می‏روند که چشم‏های‏شان به زحمت دیده می‏شود (دن گارسیا، ۱۳۶۳:۱۵۷).
کاتف نیز می‏نویسد: زنان در بیرون از خانه خود را به متقال نازکی می‏پیچند که‏ برخی از زنان، جوراب‏های ساق بلند مخملی می‏پوشند. تمام زنان و دختران، شلوار به پا می‏کنند. لباس روی آنان از کافتن تنگ و پیراهن بدون گلدوزی است (کاتف، ۱۳۵۶:۸۴).
اولئاریوس درباره وضعیت پوشاک زنان در دوران شاه صفی صفوی می‏نویسد: لباس زنان، نازکتر از مردان و مانند آنها گشاد است و به بدن نمی‏چسبد. آنان مانند مردان، پیراهن و شلوار می‏پوشند. جوراب‌هایشان از پارچه نازک قرمز و یا سبزرنگ است (اولئاریوس، ۱۳۶۹:۶۴۳).
تاورنیه می‏نویسد: زنان کلاه کوچکی به شکل برج به سر می‏گذارند و هرکس به‏ اندازه بضاعت و شأنش، کلاه خود را به جواهرات، زینت می‏دهد و بعضی از زیر کلاه‏ مقنعه‏ای ابریشمی به‏طرف پشت آویخته دارند که بر حسن و زیبایی آنها می‏افزاید. گیسوانشان را بافته و بر روی شانه می‏ریزند. زیرشلواری هم مانند مردان می‏پوشند که تا پاشنه پا می‏رسد و کفششان با کفش مردانه فرقی ندارد. زنان هرمز به واسطه شدت‏ گرمای هوا فقط یک زیرشلواری و روی آن یک پیراهن بلند می‏پوشند. زنان ارامنه‏ مخصوصا نیم‏تنه چسبانی بی‏آستین، شبیه نیم‏تنه مردان در بر می‏نمایند و سرشان را در یک پارچه نازک پیچیده که دو سر آن را روی زنخدان گره می‏کنند. گیسو را بافته، در کیسه‏ای از مخمل یا اطلس یا قلاب‏دوزی کرده، به پشت‏سر می‏آویزند که تا زیر کمر می‏رسد. ثروتمندان خود را با جواهرات زیاد زینت می‏دهند (تاورنیه، ۱۳۶۱:۶۲۷).
شاردن درباره وضعیت پوشاک زنان در دوره شاه سلیمان صفوی می‏نویسد: شاهزاده خانم‏هایی که از دودمان شاهی می‏باشند این امتیاز را دارند که می‏توانند خنجر بر کمر خویش ببندند. زنان سر خویش را کاملا می‏پوشانند و از روی آن چارقدی‏ دارند که به شانه‏شان می‏رسد. هنگامی که‏ می‏خواهند از خانه بیرون روند، از روی همه ملبوسات، حجاب سفید بلندی می‏پوشند که از سر تا پایین و صورتشان را مستور می‏کند و به‏طور کلی جز مردمک ساده چیزی‏ مرئی نمی‏گردد. عموما زنان چهار حجاب دارند: دو تا در خانه به سر می‏کنند و دو دیگر را هنگام خروج از منزل بر روی آنها می‏افزایند. نخست روسری است که برای‏ آرایش تا پشت بدن آویزان است. دوم چارقد است که از زیر ذقن می‏گذرد و سینه را می‏پوشاند. سوم حجاب سفیدی است که تمام بدن را مستور می‏کند و چهارم به شکل‏ دستمالی است که بر روی صورت نهند و مخصوص مساجد و معابد می‏باشد. این دستمال یا حجاب شبکه‏ای مانند دستباف نیمدار یا توری در مقابل چشمان دارد که‏ برای دیدن تعبیه شده است. پای‏افزار مردان و زنان در ایران همگی یکسان است و هیچ‏گونه فرقی وجود ندارد (شاردن، ۱۳۳۵:۲۱۸).
سانسون دراین‏باره می‏نویسد: طرز لباس پوشیدن زنان در ایران با لباس پوشیدن‏ مردها اختلاف چندانی ندارد فقط لباس خانم‏ها زر و زیور بیشتری دارد و طبعا درخشان‏تر است. البته، زنان هیچ‏گونه عمامه‏ای مثل مردان بر سر نمی‏گذارند. پیشانی‏ خانم‏ها از نواری که سه انگشت پهنا دارد، پوشیده شده است. این نوار با طلای مینا کاری شده، زینت یافته است و بر آن یاقوت و برلیان و مروارید می‏آویزند. خانم‏ها کلاه‏ پارچه‏ای ظریفی که با طلا آن را حاشیه‏دوزی کرده‏اند، بر سر می‏گذارند و شال ظریفی‏ را که حاشیه آن در کمال زیبایی گلدوزی شده است، دور کلاه می‏پیچند. قسمتی از این‏ شال به پشت‏سر تا کمرشان آویزان می‏شود و در وقت راه رفتن بالا و پایین می‏رود و به وضع جالبی تکان می‏خورد. بر گردنشان گردن‏بندهای مروارید می‏آویزند و کمربندی‏ را که چهار انگشت عرض آن است و از ورقه‏های طلا پوشیده شده است، به کمر می‏بندند. روی ورقه‏های طلا قلم‏زنی شده است و اغلب اوقات روی آن جواهرات‏ قیمتی نصب می‏کنند. پیراهنی که در زیر می‏پوشند زربفت است و زمینه آن طلا یا نقره‏ است.روی این پیراهن یک نیم‏تنه زردوزی‏شده که بسیار زیبا می‏باشد، می‏پوشند. آستر نیم‏تنه از پوست  سمور است. در زمستان نیم‏تنه، آستین دارد و در تابستان بدون‏ آستین می‏باشد. خانم‏ها هرگز جوراب نمی‏پوشند زیرا شلواری که به پا می‏کنند بلند است و تا زیر قوزک پایشان را می‏پوشاند. در زمستان پوتین‏های ساق‏بلندی را که‏ لبه‏های آن را زینت می‏کنند، می‏پوشند و در منزل مانند مردان کفش راحتی که از چرم‏ ساغری درست شده است به پا می‏کنند (سانسون، ۱۳۴۶:۱۲۲).
کارری درباره وضعیت پوشاک زنان در دوره شاه سلطان حسین صفوی می‏نویسد: لباس زنان فرق زیادی با لباس مردان ندارد. جلوی پیراهن باز است و با کمربندی بسته می‏شود. دامن پیراهن تا قسمتی پایین‏تر از زانو می‏رسد و آستین‏های پیراهن روی مچ‏ دست محکم می‏شود. زنان ایرانی کلاهکی روی سر می‏گذارند. دور کلاهک زنان ثروتمند سکه‏های طلا و نقره و سنگ‏های قیمتی دوخته می‏شود. دختران و زنان جوان نوار پارچه‏ای از پشت‏سر آویزان می‏کنند که به کیسه‏ای مخملی منتهی می‏شود و گیسوان خود را توی آن کیسه جای می‏دهند و روی دوش می‏اندازند. کفش‏های زنان، شبیه کفش‏ مردان است، منتهی با رنگ‏های گوناگون و ظریف‏تر از آنها (کارری، ۱۳۴۸:۱۳۵).